# Andie MacDowell
Rosalie Anderson "Andie" MacDowell, född 21 april 1958 i Gaffney i South Carolina, är en amerikansk skådespelare och fotomodell. MacDowell filmdebuterade 1984 i Greystoke: Legenden om Tarzan, apornas konung, och prisades senare för sin roll i Sex, lögner och videoband (1989). Hon spelade huvudroller i Gifta på låtsas (1990), Måndag hela veckan (1993), Short Cuts (1993), Fyra bröllop och en begravning (1994), Michael (1996) och I flesta laget (1996). Bland hennes senare filmer märks Beauty Shop (2005), Magic Mike XXL (2015), Love After Love (2017) och Ready or Not (2019).
MacDowell har även varit modell hos Calvin Klein och har varit talesperson för L'Oréal sedan 1986.

## Biografi
Efter att ha arbetat som modell och medverkat i tv-reklamfilmer gjorde hon sin filmdebut i filmen Greystoke: Legenden om Tarzan, apornas konung (1984) i vilken hennes dialog dock dubbades av Glenn Close då hennes dialekt inte passade rollen som Jane Porter. Därefter medverkade hon i St. Elmo's Fire (1985). Under ett par år gjorde hon inga fler filmer men studerade skådespeleri innan hon fick en huvudroll i Steven Soderberghs Sex, lögner och videoband (1989). Hon vann flera priser för rollen och fick roller i filmer som Gifta på låtsas och Short Cuts. Andra framgångsrika roller gjorde hon i Måndag hela veckan (1993) och Fyra bröllop och en begravning (1994).
Hon har också gjort reklam för bland annat L'Oréal.

### Privatliv
År 1986 gifte sig MacDowell med Paul Qualley. De fick en son och två döttrar. De skilde sig år 1999. Under november 2001 gifte sig MacDowell med affärsmannen Rhett Hartzog. Paret skildes sedan i oktober 2004.

## Filmografi i urval
- 1984 – Greystoke: Legenden om Tarzan, apornas konung
- 1985 – St. Elmo's Fire
- 1989 – Sex, lögner och videoband
- 1990 – Gifta på låtsas
- 1991 – Höken är lös
- 1993 – Måndag hela veckan
- 1993 – Short Cuts
- 1994 – Fyra bröllop och en begravning
- 1996 – Michael
- 1996 – I flesta laget
- 2000 – Harrison's Flowers
- 2001 – Crush The Sad Fuckers Club
- 2004 – The last sign
- 2005 – Beauty Shop
- 2005 – Huset vid Tara Road
- 2006 – Bondgården (röst)
- 2007 – Intervention
- 2008 – The Prince of Motor City
- 2008 – Inconceivable
- 2009 – The Six Wives of Henry Lefay
- 2009 – As Good as Dead
- 2009 – Happiness Runs
- 2009 – The 5th Quarter
- 2010 – At Risk
- 2010 – The Front
- 2011 – Monte Carlo
- 2011 – Footloose
- 2015 – Magic Mike XXL
- 2017 – Love After Love
- 2019 – Ready or Not